# Nacht der Magier
Nacht der Magier ist ein Familienspiel von Kirsten Becker und Jens-Peter Schliemann, das Ende 2005 im Verlag Drei Magier Spiele erschien und von Schmidt Spiele vertrieben wird. Das Spiel für 2–4 Personen ab 6 Jahren dauert rund zehn Minuten. Es ist dazu ausgelegt, im Dunkeln gespielt zu werden.

## Preise und Auszeichnungen
- Nacht der Magier gewann 2006 den Preis für Kinderspiele im Rahmen des Deutschen Spiele Preises
- Das Spiel wurde 2006 für das Kinderspiel des Jahres nominiert.
- Das Spiel gewann für die aufwändige, mit Comics illustrierte Anleitung die Essener Feder für die beste Spielanleitung.
- Es gewann den Schweizer Spielepreis 2006 in der Kategorie Kinderspiele.
- In Frankreich wurde es 2007 mit dem As d’Or – Jeu de l’Année enfants (Kinderspiel) ausgezeichnet.

## Thema und Ausstattung

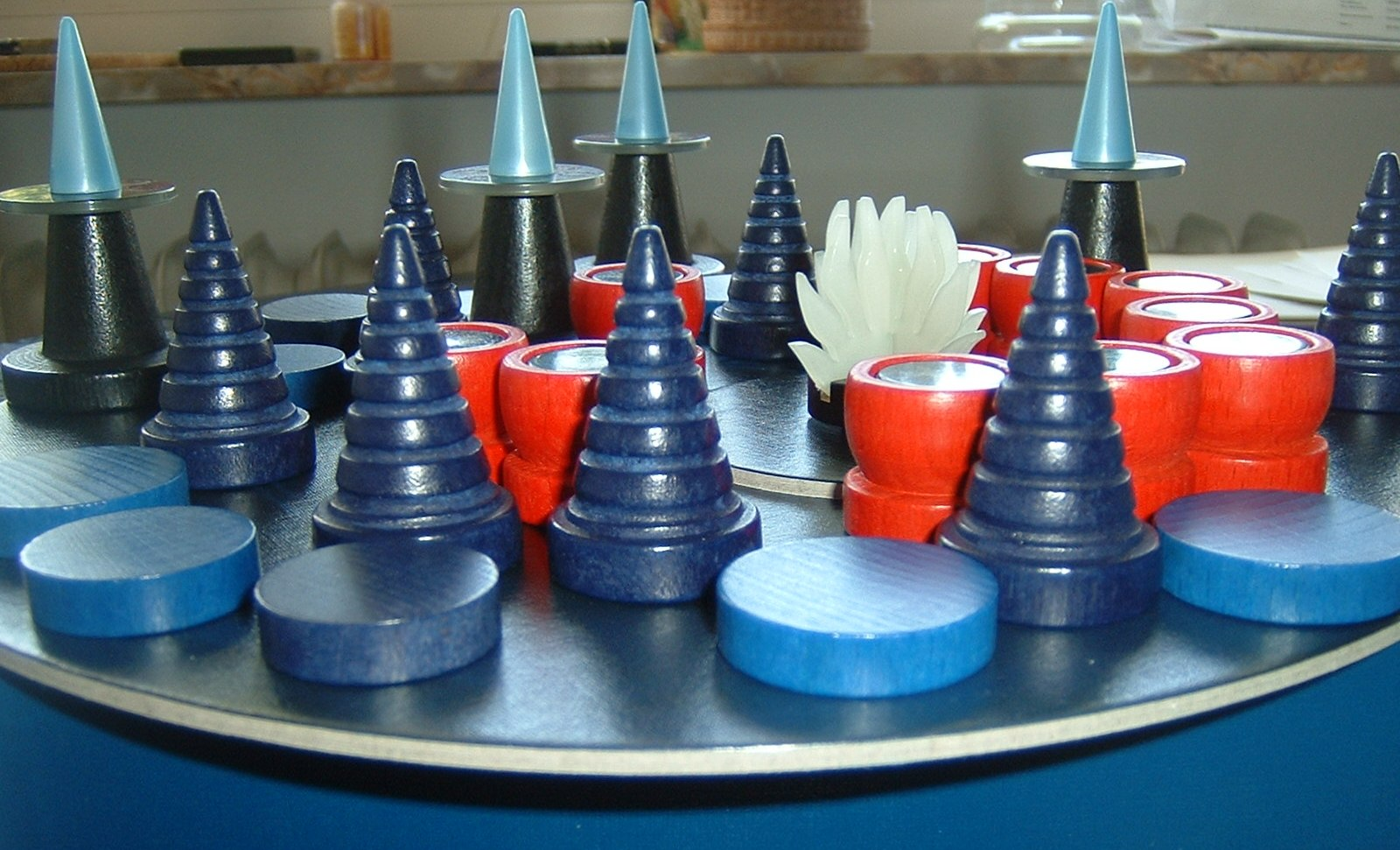
Spielmaterial

Jeder Spieler versucht mit seiner „Zaubererfigur“ Holzscheiben auf dem Spielfeld so zu verschieben, dass ein eigener „Zauberkessel“ in den „magischen Kreis“ in der Mitte gelangt. Alle Figuren sind aus Holz. In einige sind phosphoreszierende Elemente aus Kunststoff eingesetzt. Die Spieler können so das „Hexenfeuer“, zwölf Zauberkessel und die vier Spielfiguren in der Dunkelheit sehen. Die restlichen Elemente liegen mit ihren blauschwarzen Farben im Dunkeln. Die aufwändige Ausstattung begründet einen für ein Kinderspiel relativ hohen Preis.

### Spielablauf
Das Spielfeld ist eine erhöhte runde Platte, in deren Mitte der „magische Kreis“ leicht versenkt ist. Er wird in der Startaufstellung von einem Hexenfeuer bedeckt, das von je drei Kesseln mit den vier Symbolen der Spieler umstellt ist. Darum liegen in einer regelmäßigen Form flach ausgebreitet dunkel lackierte Holzscheiben in zwei Größen. Diese symbolisieren Bäume und Büsche und  bedecken nahezu das gesamte Spielfeld.
Jeder Spieler schiebt nun reihum seine Zaubererfigur vom Rand auf die Platte und übt seitlichen Druck auf die liegenden Holzscheiben aus. Diese verschieben sich gegeneinander und drücken das Hexenfeuer aus der Mitte. Sobald die Spieler eine der Scheiben von der erhöhten Platte auf den Tisch fallen hören, kommt der nächste Spieler an die Reihe. Jeder Spieler am Zug kann jederzeit seine Figur zurückziehen und an einer anderen Stelle neu ansetzen, bis eine Scheibe fällt.
Es gewinnt, wer einen seiner Zauberkessel in den magischen Kreis in der Spielfeldmitte schieben kann. Man kann natürlich auch im Hellen spielen. Dann sieht jeder Zauberer, wann eine Scheibe zu fallen droht. Aber alle Vorsicht ist letztlich vergebens – wenn man einen eigenen Kessel Richtung Mitte schiebt, fällt auf der Gegenseite immer ein Baum oder ein Busch oder auch ein fremder Magier von der Spielfläche.

### Zielgruppe
Das Spiel begeistert auch Kinder, die für andere Spiele auf dem Tisch noch nicht zu gewinnen sind. Besonders die Spielmöglichkeit im Dunkeln ist attraktiv. Der Spaß kommt aber stark vom neuartigen Spielprinzip, so dass er sich rasch abnutzen kann.